# Duguech
Duguech (en árabe: دوكاج‎, en lenguas bereberes: ⴷⵓⴳⴰⵊ, en francés: Dougaj) es una localidad delSáhara Occidental. Hasta 1976 perteneció al Sahara español. Actualmente se encuentra integrada en la Zona Libre administrada por la RASD.  
Antiguo cuartel militar, Dugech es desde 2012, un nuevo municipio de la República Árabe Saharaui Democrática. Consta de una escuela y es cabeza de la VI región militar saharaui.